# Satisfaction (1981)
Satisfaction (Originaltitel: High Risk) ist ein Actionfilm von Stewart Raffill aus dem Jahr 1981.
Der Film läuft im deutschen Fernsehen auch unter dem Titel Vier gegen Tod und Teufel.

## Handlung
Vier junge arbeitslose US-Amerikaner überfallen den südamerikanischen Drogenboss Serrano auf seiner Hazienda. Ihr ursprünglicher Plan war, den Tresor mit einer zugespielten Kombination zu knacken. Dieses Vorhaben scheiterte jedoch vor Ort, so dass die Gruppe sich entschied, Serrano mit Waffengewalt zur Öffnung des Tresors zu zwingen. Mit einer Beute von vier Millionen Dollar beginnt die Flucht durch die Wildnis. Zwei der Diebe werden von Serranos Leuten gefangen genommen und nach erster Folter in ein Gefängnis gesteckt, aus dem sie sich allerdings wieder befreien können. Die beiden anderen Flüchtigen geraten mit ihrer Beute in die Fänge von Banditen, die unter dem Anführer Marino einmal Widerstandskämpfer waren. Sie können jedoch fliehen und wagen eine Rückkehr zum Lager der Banditen, um das gestohlene Geld wiederzubekommen. Vor dem rettenden Flughafen treffen die vier US-Amerikaner wieder zusammen, während sie sowohl von den Banditen als auch von Serranos Leuten verfolgt werden. Als das Flugzeug eintrifft, das sie außer Landes in Sicherheit bringen soll, kann es mit seinem Bordgeschütz die Gegner abwehren und damit für das endgültige Gelingen des Unternehmens sorgen.

## Kritik
„Ein Actionfilm voller billiger Klischees.“